# 念佛宗三寶山無量壽寺

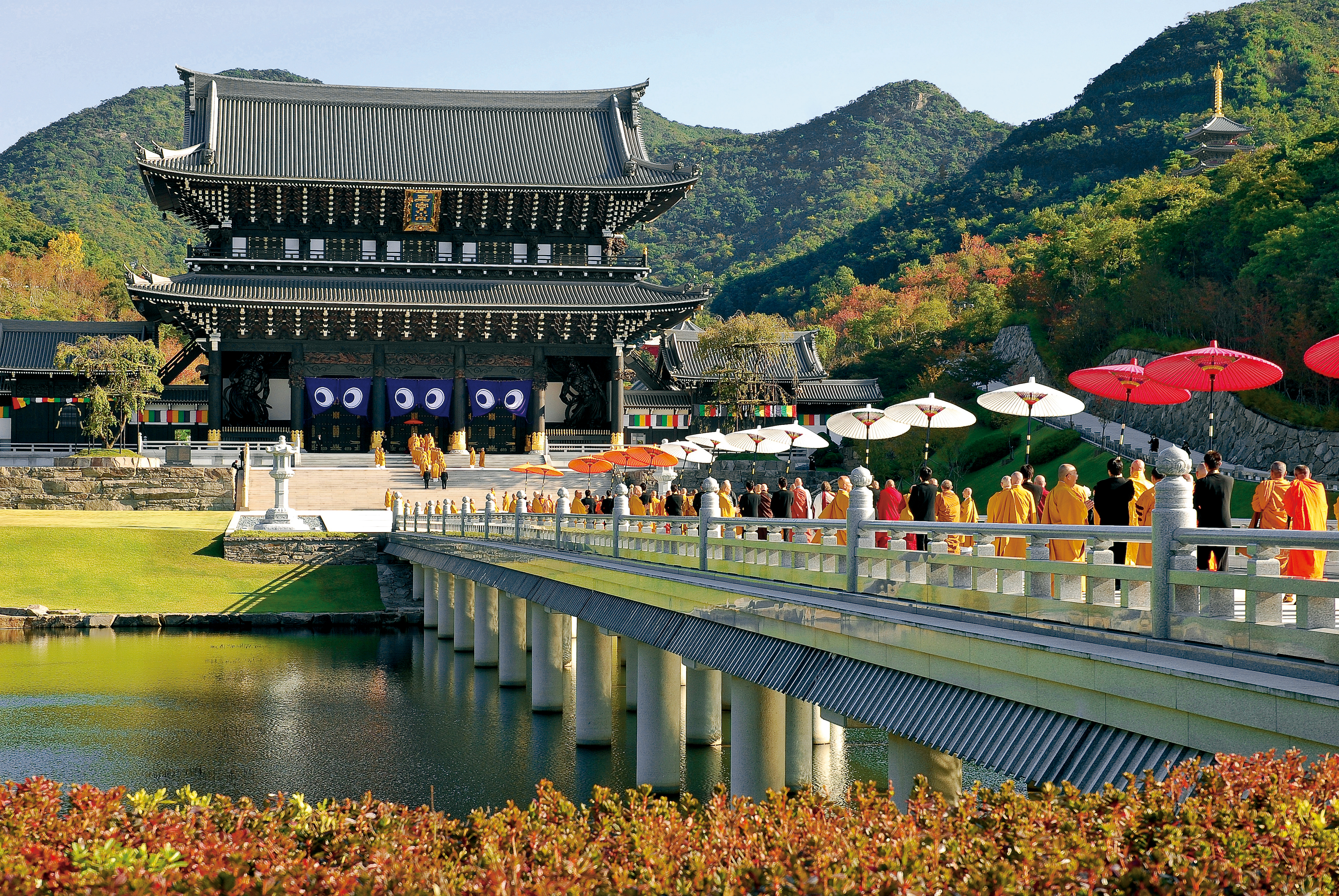
落慶法要お練の様子（2011年12月25日）

念佛宗三寶山無量壽寺（ねんぶつしゅう さんぽうざん むりょうじゅじ、新字体: 念仏宗三宝山無量寿寺）は、日本の仏教の教団。新宗教団体に分類される。仏教系浄土門の単立宗教法人である。

## 概要

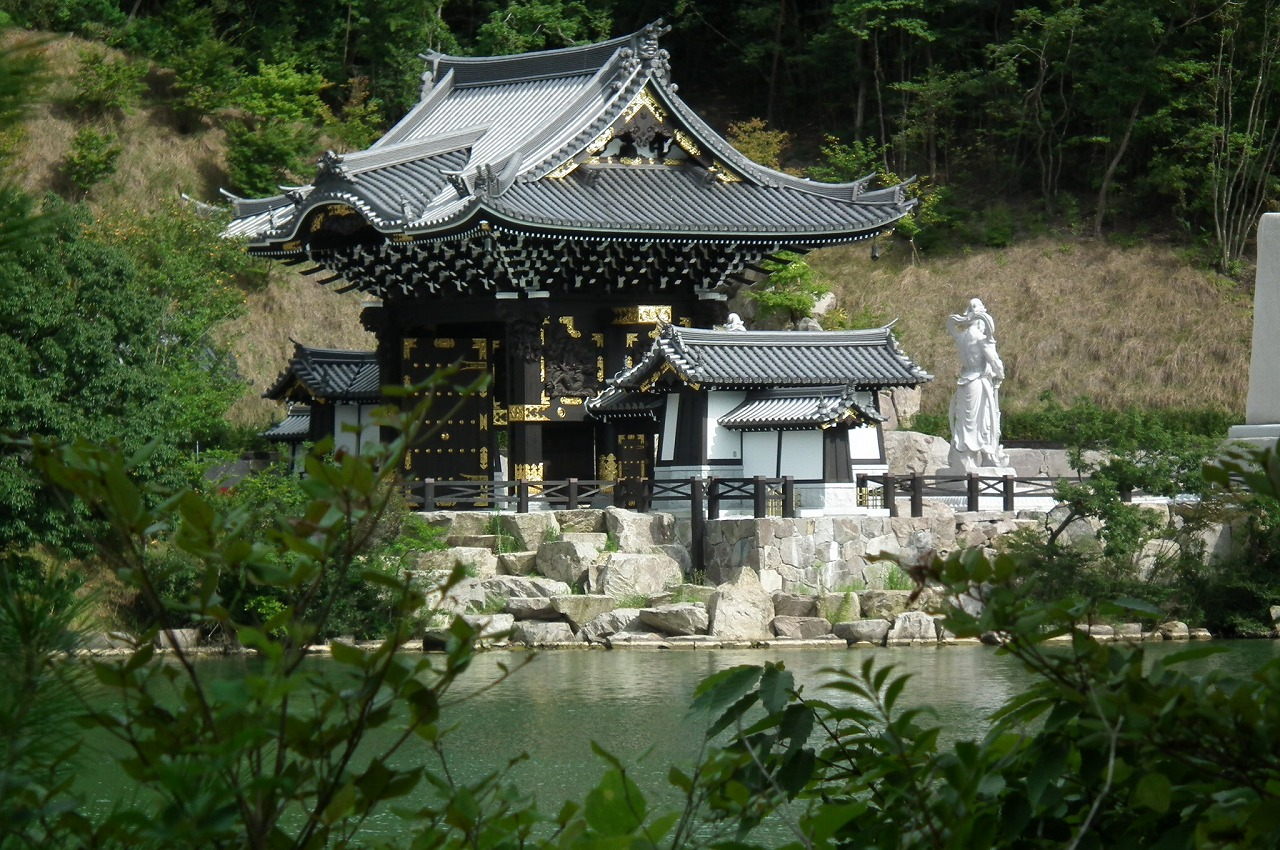
総本山佛教之王堂南門

兵庫県加東市にある佛教之王堂を総本山とする。また、発祥の地「京・別格本山」は、京都市西京区嵐山山ノ下町にある。
1979年12月19日、京都府知事より宗教法人「無量壽會」として認証された。さらに1992年10月12日、宗教法人「念佛宗三寶山無量壽寺」と教団名の改称を京都府知事より認証（宗教法人法の改正により現在は文化庁の所轄）。同時に宗派として開宗した。インドのカルカッタに本部を置く仏教団体「インド大菩提会」（1891年設立）のメンバーであり、アジア各地の仏教指導者を招聘して「全世界佛教サミット」を開催しそのスポンサーも務めている。
世界各国の仏像が各国の仏教最高指導者や王室から奉納されているほか、各国の法王や王室の遺骨の一部が祀られている。カンボジアのノロドム・シハモニ国王が、父王ノロドム・シハヌークの遺骨が祀られる総本山佛教之王堂に参詣している。2017年2月4日には、佛教之王堂で前年10月に崩御したタイ国王・ラーマ9世の百箇日追悼大法要が同国王の遺言によりタイ王国外務省・文化省の共催で営まれた。さらに、2017年2月4日から10日にかけて、同じく佛教之王堂にて、日タイ修好130周年記念写真展「プミポン国王陛下を偲んで」が開催され、7日間で約16万人が来場した。

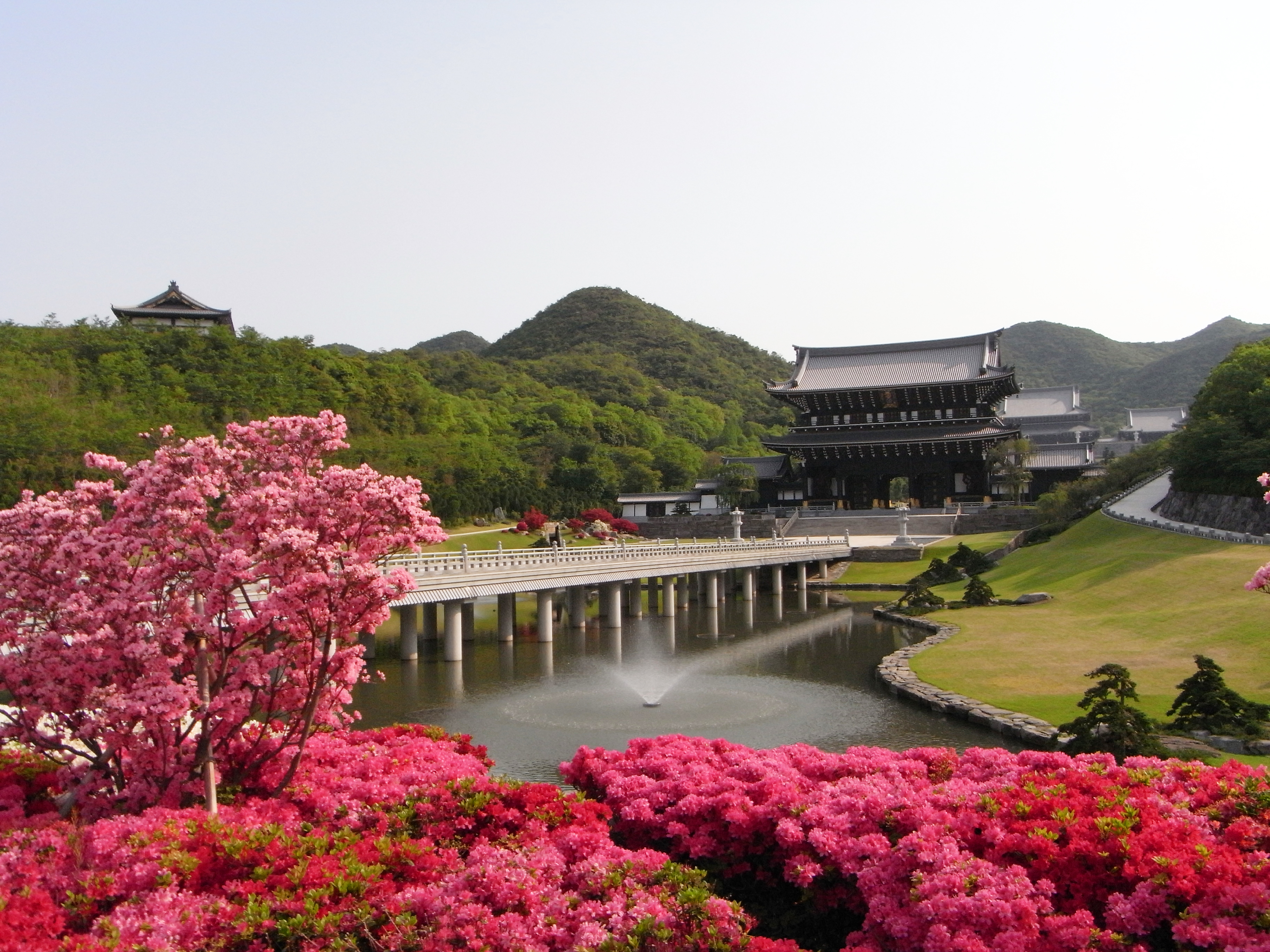
南側より境内を見る

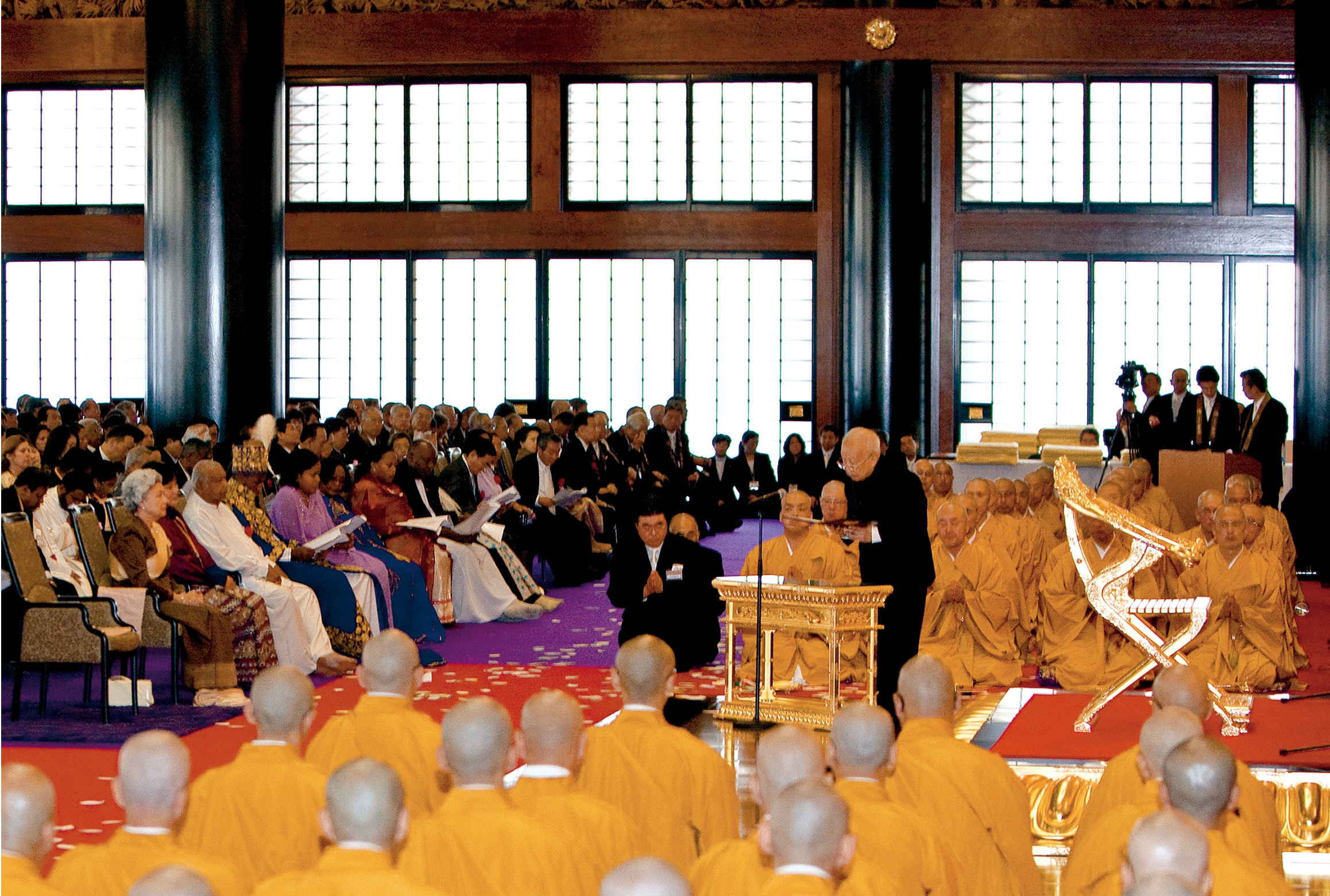
落慶式典で挨拶をするシアヌーク国王

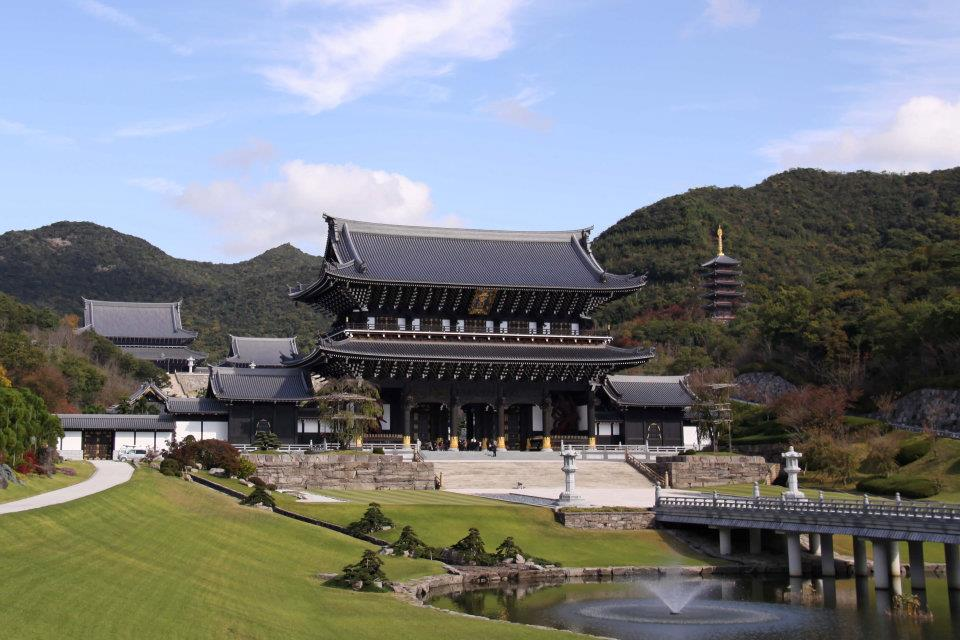
総本山「佛教之王堂」

宗教法人法においては、単立宗教法人であり、包括宗教団体（宗派）の傘下には属していない。また、仏教宗派の念仏宗として立宗　。教団発行の月刊誌において、日本の仏教第十四宗であると主張している。設立時期（1979年）から新宗教と区分される。

## 本尊
阿弥陀三尊
- 阿弥陀如来
- 観音菩薩
- 勢至菩薩

## 経典
基本
- 一切経

依処
- 浄土三部経
  - 大無量壽経
  - 観無量壽経
  - 阿弥陀経
- 父母恩重経

## 教義
1. 釈尊の教え（仏教）、即ち『仏教経典（一切経）』を基とし、『念仏』を依処とする。
2. 仏教は智慧の宗教である。
仏教の目的とは、智慧の完成（般若波羅蜜）、阿耨多羅三藐三菩提、無上正等覚、無上正遍智、即ち、『大涅槃』を目指す。
3. 人としての道である『四恩』を大切にし、私たちは生かされていることを自覚する。
釈尊の説かれた四恩とは、
（一）「父母の恩」　父母に孝養を尽くす。
（二）「衆生の恩」　生きとし生けるものに感謝の念を持つ。
（三）「国王（社会）の恩」　社会の規則を守り、目上の人を尊敬し、社会に対する務めを果たす。
（四）「三宝の恩」　三宝（仏・法・僧）に帰依する。
4. 和国の教主、聖徳太子の『十七条憲法』の精神により、
三宝を敬い、「和」を基とし、誰に対しても「信義」「礼節」を重んじ、人の範となること。[15]

念佛宗三寶山無量壽寺十か条
第一条　三宝（仏・法・僧）に帰依すべし　
第二条　弥陀の第十八願「至心・信楽・欲生我国」に依るべし
第三条　女人往生（第三十五願）を心得るべし
第四条　五逆罪を犯すべからず
第五条　正法誹謗すべからず
第六条　精進すべし
第七条　報恩謝得（布施の心）を心得るべし
第八条　衆生済度すべし
第九条　御役拝受者は頭を垂れ御仏の使命を全うすべし
第十条　命終まで「信心」を持つべし
十か条は、1987年（昭和62年）涅槃会（2月15日）、開祖により制定された。

## 開祖

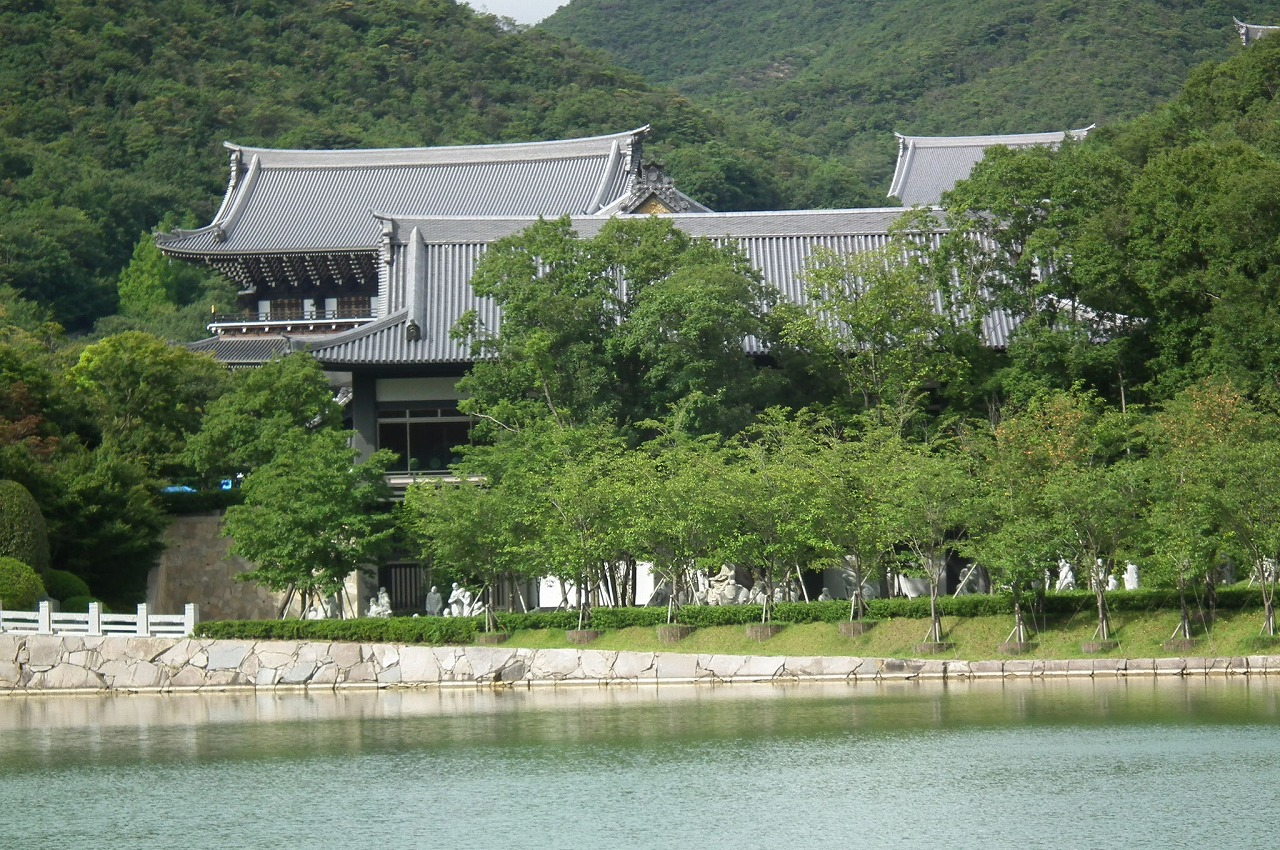
数多くの堂宇が三草山山麓に甍を重ねる。

開祖 圓心定（通称：久世太郎／本名：福井真尚／別称：戸倉貞和）は、真言宗総本山高野山管長・真言宗総本山高野山金剛峰寺第395世座主の琳真大僧正より受戒得度を受けて弟子となった。高野山を下り、京都の嵐山に庵を結び、釈尊が説かれた『念佛』を拠りどころとして、一切衆生済度（生死の苦海から衆生を救い、彼岸へ渡し導くこと）のため、宗教法人「無量壽會」を発足後、「念佛宗 三寶山 無量壽寺」を開宗した。開祖は、善知識と呼ばれており、諸外国を歴訪し、仏教の教主・釈尊の原点に戻れと提唱している。1993年3月、第二祖に法嗣を授け、同1993年5月、法主の座を退き、隠棲。
宗教法人設立より12年前の「週刊サンケイ」（1967年発行）によれば、名刺の肩書きに"心霊判断"、"運命学"とあり、いろは四十八文字とサイコロの組み合わせにより人の運命を予言するサイコロ予言者と紹介した。感銘を受けた有名人やその夫人たち3,000人近くが名を連ねて"久世先生後援会"を結成、世の中の注目を浴び一世を風靡したとある。1976年4月に、元信徒の1人が宗教に名を借りた詐欺行為とし損害賠償を求めて神戸地裁尼崎支部に仮処分申請したのをきっかけに"被害者同盟"を結成、祈とう・鑑定料の返還を求める動きが表面化した。翌1977年4月、祈とう・鑑定はもとより、一切の『現世利益』（仮門）を廃し、『法』（真門）一本になった。その後、1979年12月に前身である宗教法人「無量壽會」を発足した。
教団は、『月刊無量壽』211号（1997年2月）において、その歩みを振り返り、まず、開祖は、一切衆生を済度するに当たって、『仏法』の真門に入らしめる方便（衆生を真実の教えに導くため、前段階で仮にとる便宜的な分かりやすい手段）として、『現世利益』の仮門より始めた。すなわち、迷いの衆生を救う手段として、人々の悩みや苦しみを、古代より仏教に伝承されてきたサイコロ（サイコロ#サイコロと文化、すごろく#源流を参照のこと）によって、それを方便として第一歩を踏み出したとしている。

## 第二祖及び第二代法主
郡、清水、宮川は、開祖に師事し、1993年（平成5年）3月、命名を得て、「真海」、「慶真」、「真空」と号し、第二祖を相続。第二祖のうち、郡 真海が開祖より法燈を継ぎ、第二代法主となる。
第二代法主略歴：大阪医科大学卒業後、医師免許取得・医学博士学位取得、大阪医科大学講師を経る。

## 教団

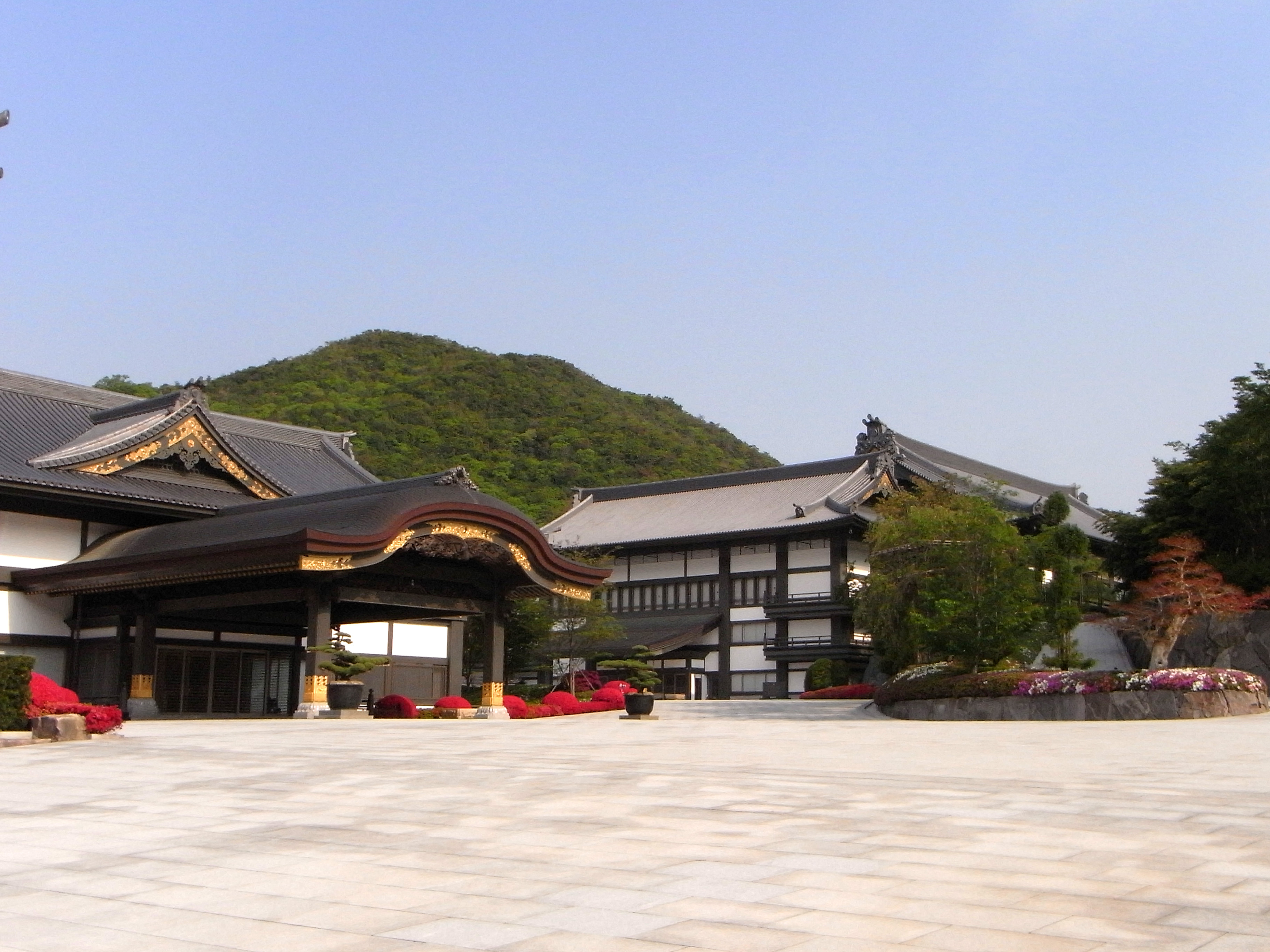
寺務所（左）と講堂（中央奥）

### 機構
総本山佛教之王堂と全国9教区（「北海道」、「関東」、「東海」、「北陸」、「京都」、「奈良」、「関西」、「中国・四国」、「九州」）。日本全国に33の別院及び施設がある（2009年現在）。

### 運営
1. 法主・理事長職は世襲しない[23][20]
宗教法人の定款である「規則」及び「宗憲」に、法主は、教団の理事長職を兼務せず、又、法主及び教団の理事長の職は、世襲制ではないと定められている。
2. 一切の営利事業は行わない[24][20]
本来の宗教活動を基とし、一切の営利事業は行わない。
3. 一人一人の責任[25][20]
教団は信徒一人一人のものであり、教団の財産全てに至るまで、信徒一人一人の責任の下に運営され、委ねられていることが明記されている。

## 総本山「佛教之王堂」

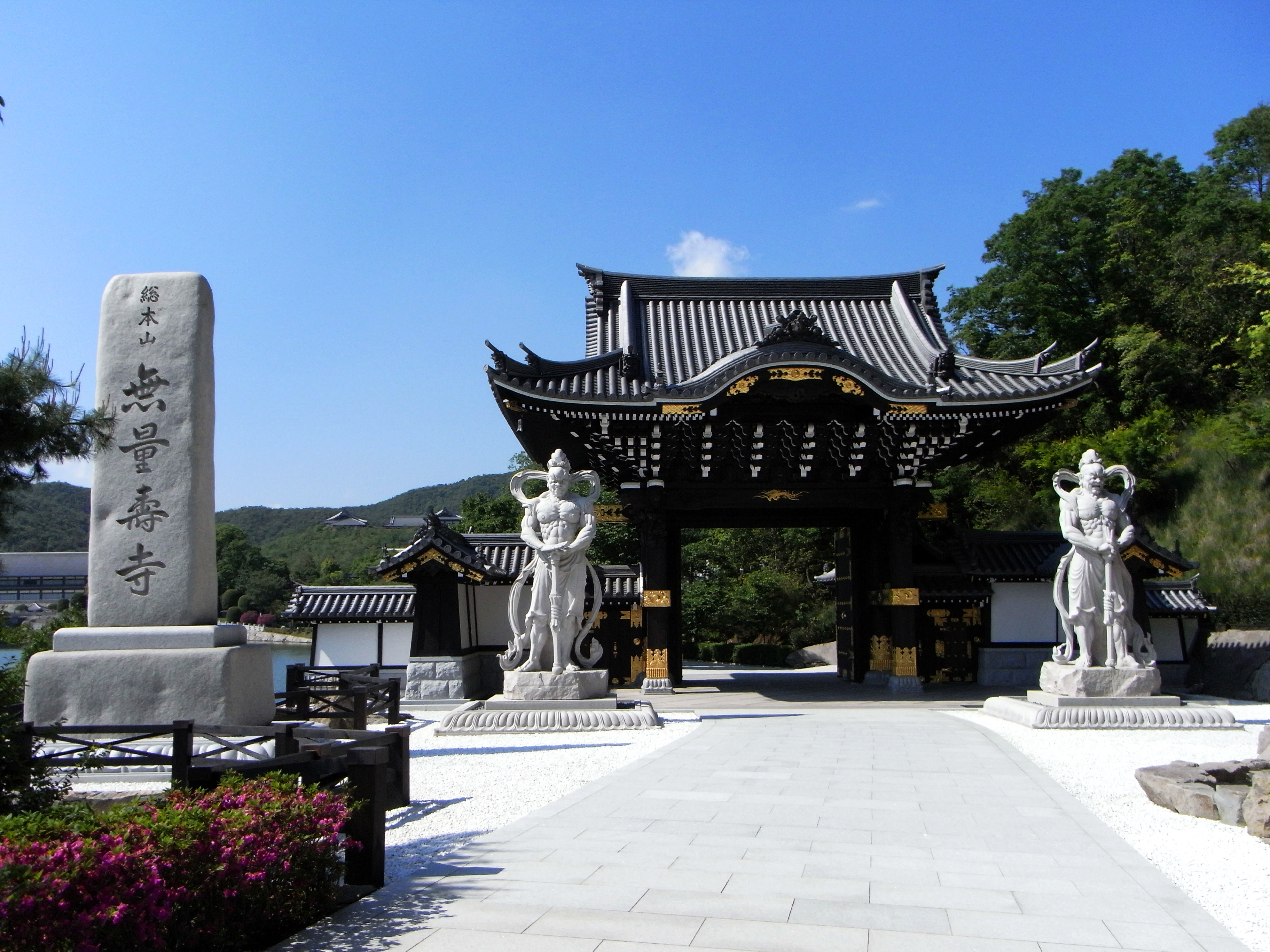
南門。入ってすぐに五百羅漢公園がある。

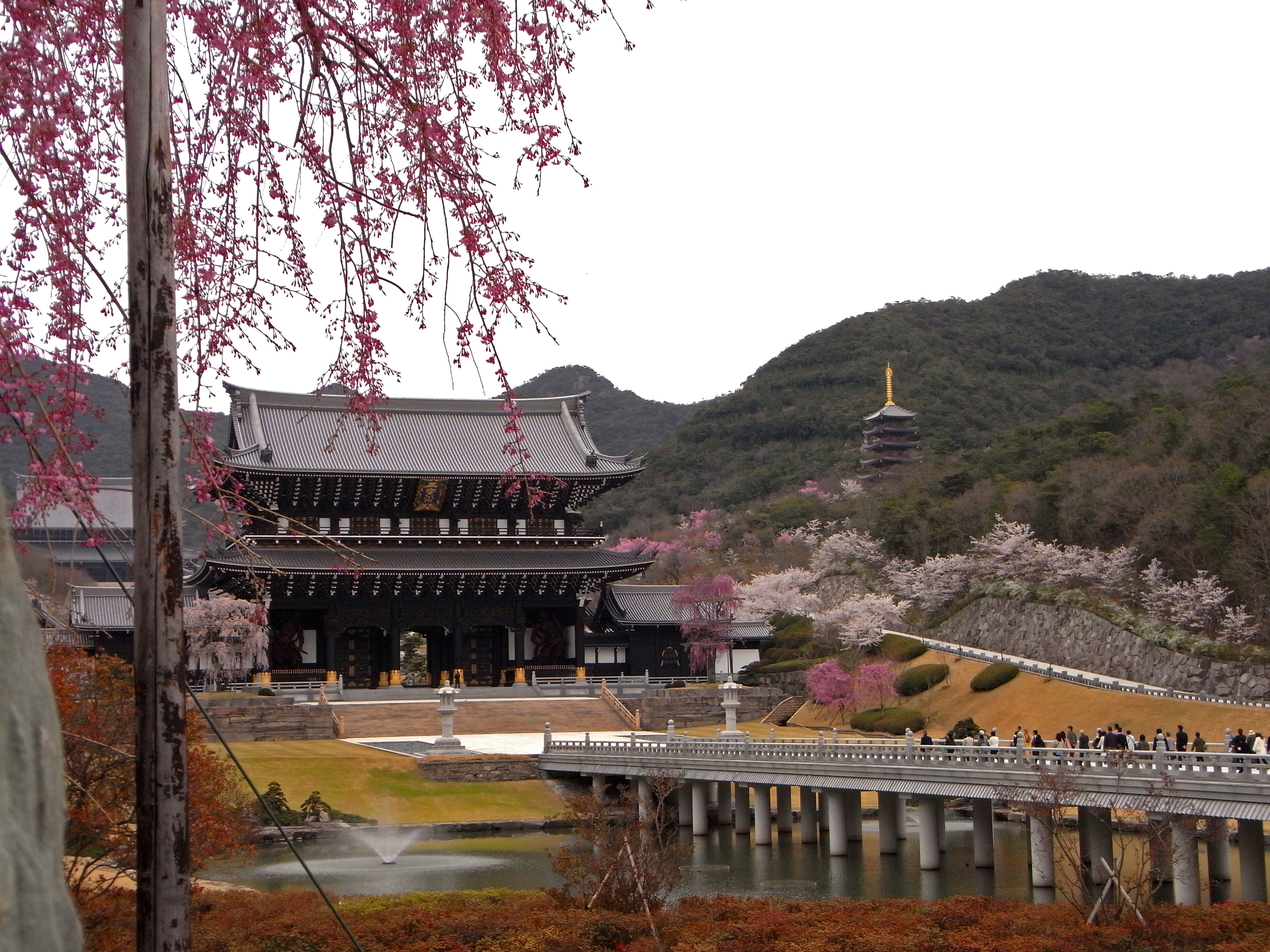
西側から見る。山門と真如橋。

### 佛教之王堂
第四回全世界佛教サミット（2005年開催）において、仏教徒の心の依処たる「佛教之王堂」を日本に建立することが決議され、創建された。
経蔵には、仏教の根本である『経典』が、世界33か国・1地域の法王・仏教指導者から奉納され、収蔵されている。また、釈迦堂には、世界33か国・1地域の仏教指導者及び仏教国の国王から奉納された『仏像』を安置している。
総本山にして「佛教之王堂」、2008年（平成20年）11月1日 落慶。なお、「佛教之王堂」の名称は宗教法人念佛宗三寶山無量壽寺を権利者として商標登録されている（登録番号第5182053号、登録日2008年11月21日）。

### 念佛宗無量壽寺総本山・落慶祝　新聞記事
2008年（平成20年）8月13日付の全国紙朝刊（読売新聞、毎日新聞、産経新聞）に念佛宗 無量壽寺 総本山 落慶祝が、工事を請け負った株式会社大林組と大成建設株式会社等の企業広告として4面を費やし掲載された。落慶は平成20年7月17日。総敷地面積45万坪。工期7年間を要し、延べ350万人の力を結集したとある。場所は兵庫県加東市、源義経ゆかりの地、三草山。
- 本堂：高さ51.5m 桁行67.9m 梁間58.2m 上段は建築史上類例のない[要出典]六手先総詰組様式、下段は四手先総詰組様式の二層造
- 本堂宮殿：高さ19m、純金箔二重貼り六手先総詰組、阿弥陀三尊佛像、彫金は伽藍全体で32万点以上、彫刻は伽藍全体で1万点以上の木彫群、宮殿上に配す幅22.6mの双龍彫刻、宮殿両脇に全高11mの大彫刻、鳳凰・松竹梅等を刻んで表裏合わせて四基。総面積1468.7m2に及ぶ金箔襖に描かれた鳳凰、三阪雅彦制作
- 山門：高さ35.6m 桁行34.5m 梁間13.8m 上段は六手先総詰組様式、下段は四手先総詰組様式、両脇には世界最大級[要出典]の仁王像が配される
- 釈迦堂・観音堂：高さ31.3m 桁行39.2m 梁間33m
- 北鐘楼・南鐘楼：高さ16.6m 桁行7.9m 梁間7.9m 鋳湯量50 t 超世界最大級[31]
- 五重塔：高さ32.7m 初重の柱間5.45m 大韓民国重要無形文化財・李萬奉及び直弟子洪昌源による韓国古来の伝統的丹青技法の極彩色
- 本堂前石灯籠：高さ12m 幅7.4m ギネスブック公式認定[32]、石匠・蒋智明制作
- 本堂鬼瓦：高さ9m 幅8.8m ギネスブック公式認定[33]、鬼師・梶川亮治制作
- その他建造物として地蔵堂、経蔵、聖徳太子殿、僧堂（久世庵）、講堂（2千名収容の説法道場）、真如橋、久世飛龍閣、寺務所等がある。
- 日本庭園には、樹齢500年を筆頭とする1千本を越える京都北山台杉が立ち並び、樹齢800年とも推定される幹周二尋半の槙銘木「天上」他100本を越える槙の銘木の庭園、その他ツツジ20万本、桜7千本、小熊笹120万株、紅葉3千本等が青石や銘石と共に配される。敷地内に設けられた五百体羅漢公園には等身大の羅漢（仏弟子）の石像が点在する。

また、教団側からは理事長であった西川俊男が「棟梁のお言葉によれば『将来、国宝・重文たり得る』伝統建築文化の精華たる総本山を建立していただきましたのも、偏に、荒廃した世に精神文明の夜明けを告げるものになればと願っての故であります。この上とも、観光寺院ではなく、現世利益を廃し、釈尊が遺された真の仏教の実践に努めてまいりたいと存じます。」と施主の挨拶を述べている。

## 行事・活動

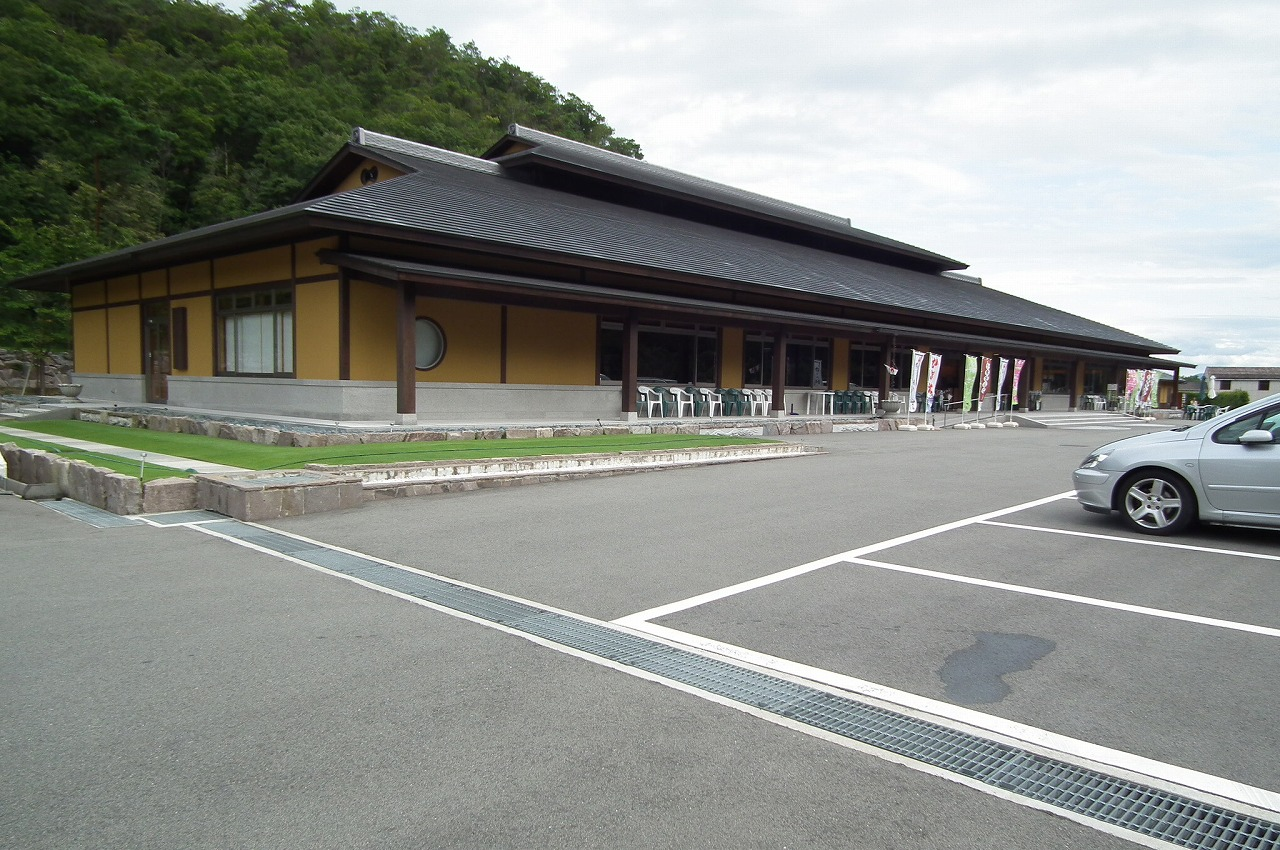
売店・レストラン「十八羅漢」内部にはレストランと各種宗教グッズ、仏壇、金の仏像などが販売される売店がある。

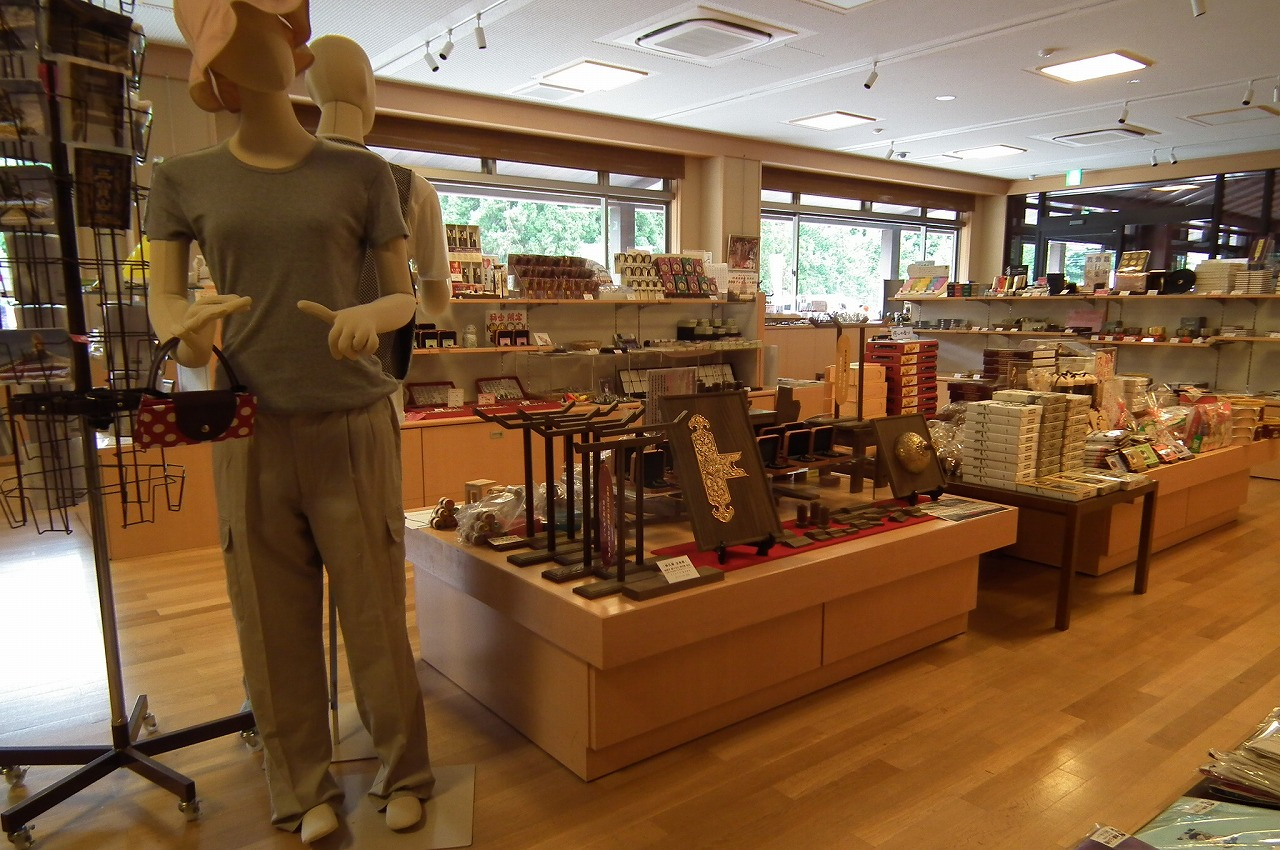
売店・レストラン「十八羅漢」売店内部

### お参り
信仰の原点はお参りにあり、信仰はお参りに始まりお参りに終わるとし、以下の行事に対し全同行の参加聴聞を促している。

#### 毎月のお参り
- 成道会 - 8日：於総本山「佛教之王堂」、各別院
- 地蔵会 - 24日：於総本山「佛教之王堂」、各別院
- 輪読会 - 毎月1回：各輪読会場にて

#### 六大祭事
1. 初詣 - 正月松の内（15日間）
2. 大涅槃会 - 2月15日
3. 観音祭 - 3月22日
4. 仏教の日 - 4月8日（降誕祭・花まつり）
5. 地蔵盆 - 8月24日
6. 成道会 - 12月8日

#### 四大特別御回向
1. 春の彼岸会 - 3月下旬
2. 盂蘭盆会 - 8月中旬
3. 秋の彼岸会 - 9月下旬
4. 御母堂祥月命日 - 12月下旬

### 仏教の日
世界5億1千万人の仏教徒のために2014年12月9日から11日まで佛教之王堂「カンボジア王国ノロドム・シアヌーク国王陛下国際佛教記念ホール」にて開催された第6回全世界仏教サミットで、世界41か国の仏教指導者が集結し、全員一致で採択された仏教の祖である釈迦の生誕日を記念して作られた日。
- （念佛宗三寶山無量壽寺「佛教之王堂」における参詣人数）
  - 第一回仏教の日（2015年4月8日） 参列者数　約12万人[36]
  - 第二回仏教の日（2016年4月8日） 参列者数　約13万人[37]
  - 第三回仏教の日（2017年4月8日） 参列者数　約13万6千人（主賓：カンボジア王女ノロドム・アルンラズメイら5人）[38]
  - 第四回　2018年4月8日（日） 参列者数　約14万8千人（主賓：カンボジア国王ノロドム・シハモニら六人、来賓：スリランカ国会副議長夫妻、カンボジア宗教大臣夫妻など）[39][40]
  - 第五回　2019年4月8日（月） 参列者数　約10万7千人（主賓：ウガンダ副大統領エドワード・キワヌカ・セカンディ、来賓：ウガンダ トロ王国 国王・皇太后、ウガンダ コーキ王国 国王・皇后など）[41][42]
- 世界47カ国では当日、それぞれ「仏教の日」のお祝いが開催される。
- 日本では、念佛宗総本山佛教之王堂で開催される。当日は、灌仏式（かんぶつしき）・灌頂式（かんじょうしき）・数百名の稚児行列が開催され、毎年日本全国から十数万人[36][37][38][40][42]が訪れる。

### 奉仕・積徳
教団発行の月刊誌によると、奉仕とは、得がたい念佛宗無量壽寺の縁に遇ったことにより、心の底から感謝の念があふれ出し、「私のようなものでも何かさせていただきたい」という全く下心のない謙虚な心から教団のために尽くすことであり、結果として、『我』を取り除くことが出来ると主張する。
また、「させて頂く」という純粋な奉仕の心は、自らを顧みずに他を救う『菩薩の心』『佛の心』に通じているとし、奉仕を行うことで、善根功徳を積み、浄土へと近づくことになると説明。功徳は子々孫々まで及ぶとしている。

### 社会福祉運動
- 1986年、1989年、1991年にかけて「全国盲人写真展」（社団法人 日本文化協会主催）に協力[20]。
- 1995年（平成7年）2月 - 阪神・淡路大震災義援金として1億5千万円を「真如の里」建立予定地である岐阜県の梶原知事に寄託[20]。

### 聖地復興事業
1994年（平成6年）よりブッダガヤにおいて、「無量壽学園」と名付けられた小・中学校を建設。

### サルナートの壁画修復
初転法輪の地で1994年（平成6年）より3か年計画にてのムラガンダ・クティ・ビハーラ寺院建物及び壁画の修復を行う。

## 別院建設と地域住民の反対運動

### 真如の里
1992年5月に岐阜県加茂郡にある白川町と八百津町に67万坪の土地を購入し、新たな拠点「真如の里」を計画した。しかし、1996年、これだけ大規模な宗教施設がオウム真理教のサティアン建設の二の舞になるのではという懸念から地元住民による反対運動が起こった。この際、無量寿寺は反対運動でビラを配った住民を名誉毀損で訴え、被告の住民は、高額の壷を売りつけるという記載に損害賠償を命じられた。霊感商法まがいという表現に対しては、真実と信じるに相当な理由があったとして賠償が却下された。
その後、2013年11月25日、白川町長が兵庫県加東市の念佛宗総本山へ来訪し、開発事前申請の放置は、オウム事件の発生や外部からの反対運動の扇動によるところが大きいこと等を認め、開発許可の事前審査書の事務執行がなされないまま放置されたことについても謝罪を表明した。「真如の里」の移転先として、京都府船井郡丹波町が選ばれたが頓挫した。
その後、兵庫県加東市（合併前の当時は兵庫県社町）に計画変更した。この土地は、関係会社のヒューマンアンドメンタルヘルスが買っている。別名で開発許可申請しその後に宗教施設を建てた。

### 白糸の滝
2007年には、富士宮市にある天然記念物の白糸の滝の入り口にある「富士急白糸滝レストセンター」の跡地を無量寿寺が取得していることがわかった。住民は反対運動を起こした。富士宮市は土地を取得し「富士山世界文化遺産センター」にしたいとして売却打診をしたが、無量寿寺は売却は考えていない。なお、静岡県富士山世界遺産センターは2017年に同市宮町にて開館することになった。

### その他
1998年、無量寿寺の京都別院建設に対し、付近住民が署名を京都市に提出し反対運動を行っていたが、無量寿寺の関係者はポスターの撤回を求める活動を行い、住民の反対の中で建設を行った。
1998年、福井県越前町（旧・朝日町）では、製麺屋が道場の名前で建築確認した建物が建築後に無量寿寺の福井別院となった。また、教団施設の建設に反対の住民が立てた看板の内容に対し、念佛宗三寶山無量壽寺は名誉毀損として損害賠償を請求する訴えを起こしたが、京都地裁に続いて2013年11月28日に大阪高裁でも賠償請求は棄却され、判決が確定している。
2000年、石川県金沢駅西口での駅西会館の建設に対して、地元住民が建設反対をしたが、金沢の別院は2002年に完成した。